# ローラ・レイトン
ローラ・レイトン（Laura Leighton、1968年7月24日 - ）は、アメリカ合衆国の女優。

## 出演作品
- プリティ・リトル・ライアーズ（アシュリー・マリン）
- メルローズ・プレイス（シドニー・アンドリュース）
- LAW & ORDER： 性犯罪特捜班 シーズン8
- ボストン・リーガル シーズン3
- ＳＨＡＲＫ　～カリスマ敏腕検察官 シーズン1
- ＣＳＩ：マイアミ4
- エスケープ・フロム・タウン／どこか遠くへ
- ビバリーヒルズ青春白書 第9シーズン
- ネイキッド・シティ2/新・裸の町